# Glaucocharis pauli
Glaucocharis pauli là một loài bướm đêm trong họ Crambidae.